# Повітряний флот «Рейх»
Повітряний флот «Рейх» (нім. Luftflotte Reich) був створений у лютому 1944 р. за ініціативою Альберта Шпєєра і Галланда для захисту повітряного простору Німеччини від нальотів ПС союзників.
Командувач — генерал-полковник Ганс-Юрген Штумпф.
З початком їх висадки в Нормандії був перекинутий Герінгом на Західний фронт, не зважаючи на дані раніше Шпеєру завірення не робити цього. Зазнав великих втрат. У липні—вересні сформовано знов із 2000 винищувачів, випущених понад план.